# Brug 1334
Brug 1334 is een bouwkundig kunstwerk in Amsterdam-Zuidoost.
Deze vaste brug werd aangelegd in wat toen het Centraal Park Gaasperdam heette. Dat park had allerlei verbindingen met de omliggende wijken, die over water lagen. Een elftal bruggen (nummers 1332-1343, 1341 ontbreekt) werden neergelegd voor die verbindingen. Brug 1334 verzorgt echter de verbinding in het park tussen twee delen van het Reigersbospad, een voet- en fietspad dat van noord naar zuid de wijk Zuidoost doorsnijdt. 
De brug uit 1981/1982 is ontworpen door Dirk Sterenberg van de Dienst der Publieke Werken, die in Amsterdam-Zuidoost (vroeger Bijlmermeer) talloze bruggen heeft ontworpen. De brug heeft diverse standaardonderdelen binnen de ontwerpen van dergelijke bruggen voor voetgangers en fietsers. Op de betonnen brugpijlers liggen houten liggers waarop planken. Balustraden en leuning zijn uitgevoerd is dikke houten balken. Onderscheid werd gevonden in die balken, die steeds aan andere kleur hadden. Diezelfde houten balken vormden de zwakheid van de bruggen; onder weersinvloeden (en vandalisme) vergingen ze en met name de balusters braken af. Begin 21e eeuw werd de bovenbouw dan ook vervangen door nieuwe onder leiding van Haasnoot Bruggen. Sterenbergs als kunstenaar is terug te vinden in de brugpijlers, ze zien er hier uit als abstracte kunstwerken.

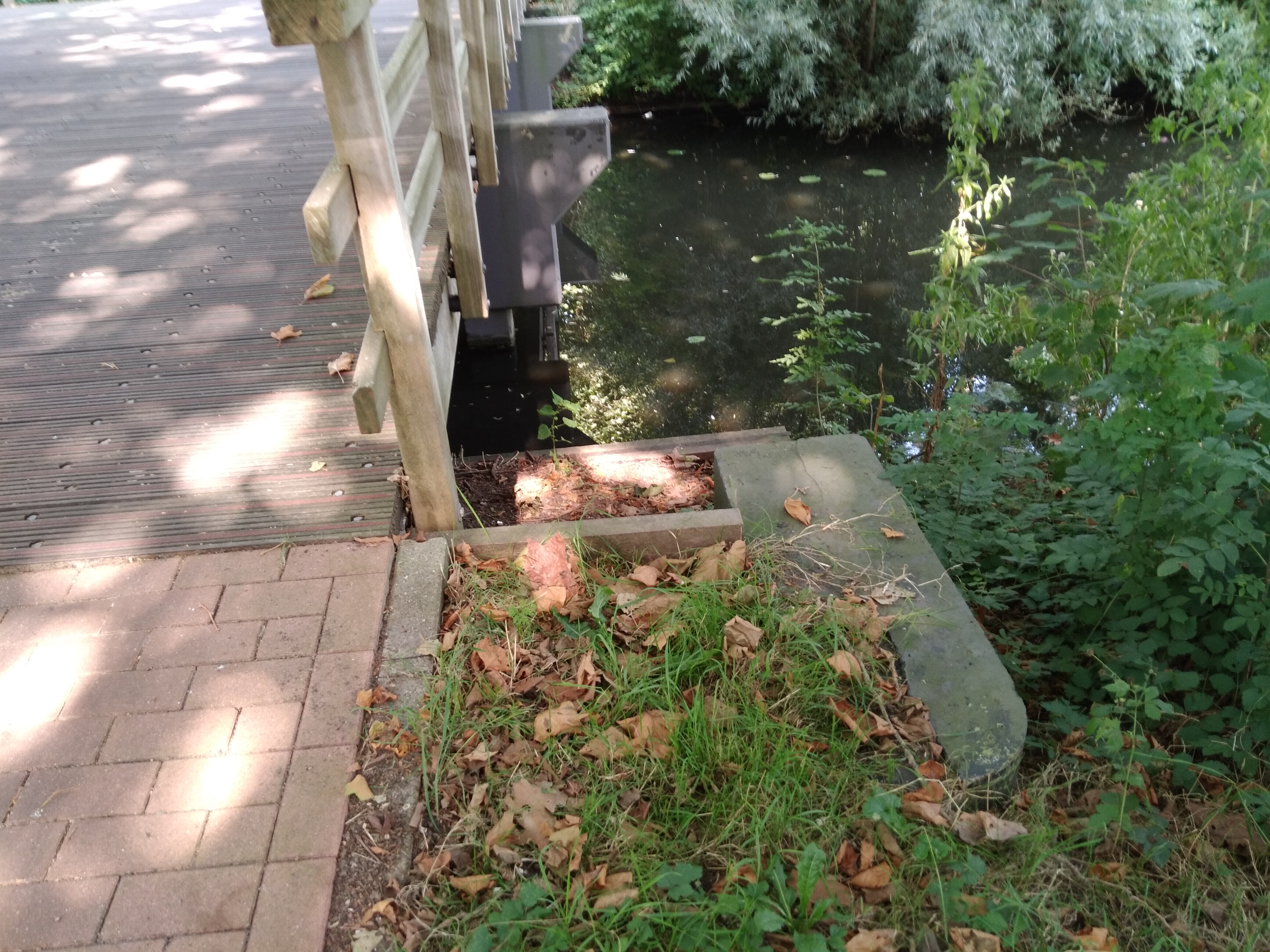
Brug 1334 Zijaanzicht met pijlers (september 2021)

<<< · 1301 · 1302 · 1303 · 1304 · 1305 · 1306 · 1307 · 1308 · 1309 · 1311 · 1312 · 1313 · 1314 · 1315 · 1316 · 1317 · 1319 · 1320 · 1321 · 1322 · 1323 · 1324 · 1325 · 1326 · 1327 · 1328 · 1329 · 1330 · 1331 · 1332 · 1333 · 1334 · 1335 · 1336 · 1337 · 1338 · 1339 · 1340 · 1342 · 1343 · 1344 · 1345 · 1346 · 1347 · 1348 · 1349 · 1350 · 1351 · 1352 · 1353 · 1354 · 1355 · 1356 · 1357 · 1358 · 1359 · 1360 · 1361 · 1362 · 1363 · 1364 · 1365 · 1366 · 1367 · 1368 · 1373 · 1375 · 1376 · 1377 · 1378 · 1379 · 1380 · 1381 · 1382 · 1383 · 1384 · 1385 · 1386 · 1387 · 1388 · 1389 · 1390 · 1391 · 1392 · 1396 · 1397 · 1398 · 1399 · >>>
Brugnummers 1300, 1318, 1341, 1369-1372, 1374, 1393, 1394, 1395 zijn niet vergeven. 1310 is gesloopt; brug 1318 is nooit gebouwd in verband met niet aanleggen Veenendaaldreef.